# La Chapelle-aux-Naux
La Chapelle-aux-Naux ist eine französische Gemeinde mit 558 Einwohnern (Stand: 1. Januar 2022) im Département Indre-et-Loire in der Region Centre-Val de Loire. Sie gehört zum Arrondissement Tours und zum Kanton Chinon. Die Einwohner werden Chapellauniens genannt.

## Geographie
Die Gemeinde La Chapelle-aux-Naux liegt im Regionalen Naturpark Loire-Anjou-Touraine, 20 Kilometer westsüdwestlich von Tours, in der Landschaft Touraine zwischen der Loire, die die nördliche Gemeindegrenze bildet, und dem Vieux Cher, der die Gemeinde im Süden begrenzt. Umgeben wird La Chapelle-aux-Naux von den Nachbargemeinden Langeais im Norden, Villandry im Nordosten, Vallères im Osten, Lignières-de-Touraine im Süden sowie Bréhémont im Westen.

## Bevölkerungsentwicklung
| Jahr                       | 1962 | 1968 | 1975 | 1982 | 1990 | 1999 | 2006 | 2013 | 2021 |
| Einwohner                  | 460  | 428  | 421  | 402  | 458  | 496  | 522  | 573  | 564  |
| Quellen: Cassini und INSEE |      |      |      |      |      |      |      |      |      |

## Sehenswürdigkeiten

Kirche Saint-Clément

- Kirche Saint-Clément